# Automobiludstilling i Nykøbing F.
Automobiludstilling i Nykøbing F. er en dansk dokumentarisk optagelse fra 1907 foretaget  af Peter Elfelt.

## Handling
Optagelser fra en automobiludstilling i Nykøbing Falster. En masse folk er stimlet sammen på torvet. Indgangen til udstillingsbygningen ses.